# سارا رومير
سارا رومير (بالإنجليزية: Sarah Roemer)‏ هي منتجة أفلام وعارضة وممثلة أمريكية، ولدت في 28 أغسطس 1984 بسان دييغو في الولايات المتحدة.

## أعمال

### أفلام
- (2006) الحقد 2[4]
- (2007) اضطراب[5]
- (2009) فايرد أب
- (2009) حكاية كلب[6]

### مسلسلات
- هاواي فايف أو

## ترشيحات
- جائزة إم تي في لأفضل قبلة، عن عمل: اضطراب (2008)

## وصلات خارجية
- سارا رومير على موقع IMDb (الإنجليزية)
- سارا رومير على موقع روتن توميتوز (الإنجليزية)
- سارا رومير على موقع ألو سيني (الفرنسية)
- سارا رومير على موقع تيرنر كلاسيك موفيز (الإنجليزية)
- سارا رومير على موقع أول موفي (الإنجليزية)
- سارا رومير على موقع قاعدة بيانات الأفلام السويدية (السويدية)
- سارا رومير على موقع إن إن دي بي (الإنجليزية)
- سارا رومير على موقع قاعدة بيانات الفيلم (الإنجليزية)
- سارا رومير على موقع كينوبويسك (الروسية)
- سارا رومير على موقع دليل عارضات الأزياء (الإنجليزية)